# منظمة أسودا
أسودا هي منظمة غير حكومية معنية حقوق المرأة تعمل في كردستان العراق من أجل مكافحة العنف ضد المرأة. ويعني مصطلح  Asuda «توفير الراحة».

## مجال العمل
توفر أسودا الحماية والدعم لضحايا العنف ضد المرأة في كردستان (العراق) وكذلك للنساء اللائي أجبرن على مغادرة كردستان العراق بغض النظر عن عرقهن ودينهن.
أسودا هي منظمة غير ربحية، منظمة غير حكومية وغير تابعة «لأي جهة أو منظمة» ومقرها في السليمانية، كردستان العراق. أسودا عضو في لجنة تنسيق المنظمات غير الحكومية في العراق (NCCI).

## الخلفية
تنص أسودا على أن العنف ضد المرأة، وخاصة جريمة شرف، يمثل مشكلة اجتماعية رئيسية في كردستان العراق. على الرغم من الجهود التي يبذلها المجتمع الأوسع لإنهاء عمليات القتل، فإن معدل العنف في تزايد. لا يزال احترام حقوق المرأة وحقوقها مسألة مثيرة للجدل وحساسة. يتم قبول جرائم الشرف ضمن بعض القوانين «القبلية» أو العرفية الإقليمية.

## الأهداف
- القضاء على التمييز على أساس الجنس وجميع أشكال العنف ضد المرأة بما في ذلك ختان الإناث[2] في المجتمع الكردي.
- تحريم إثارة قضايا حقوق المرأة والتأثير على الرأي العام لصالح حقوق المرأة.
- توعية الجمهور بالآثار السلبية للعنف ضد المرأة.
- تعزيز جماعات الضغط من أجل تعديل القوانين والتشريعات التي هي ضد مصالح حقوق المرأة، التي تشجع على العنف ضد المرأة والاعتداء على حقوق المرأة.[3]

## الأنشطة
تعهدات أسودا:
الحماية: توفير المأوى لمئات النساء، وحماية من مواجهة العنف القائم على نوع الجنس، وتشويه الأعضاء التناسلية للإناث (ختان الإناث)، والاعتداء، أو تهديدات جرائم الشرف. يأتي المزيد من النساء إلى المركز للحصول على خدمات الوساطة والمشورة والمساعدة القانونية.
الوعي العام: تتعاون أسودا مع الشرطة والسلطات من أجل زيادة وعيها بجرائم الشرف والعنف ضد المرأة. تسعى أسودا أيضًا إلى تثقيف الجمهور من خلال الاستفادة من وسائل الإعلام المحلية والحملات والندوات. تنشر أسودا  كتيبات وكتب عن حقوق المرأة والعنف كمواد تعليمية.
البحث والرصد: تقوم أسودا بجمع وتجميع البيانات والإحصاءات المتعلقة بالعنف ضد المرأة. تعتزم أسودا إلى إنشاء قاعدة بيانات على الإنترنت جمع إحصاءات مثل وفيات الإناث بسبب الانتحار أو الوفيات الناجمة عن جرائم الشرف.
كسب التأييد السياسي: تعمل أسودا  بشكل وثيق مع كردستان العراق للتأثير على وضع المعايير القانونية وتحسين القوانين لحماية النساء. كما أن أسودا تزعم الائتمان الجزئي لوضع حقوق المرأة كأولوية للحكومة الكردية.

## الإنجازات
وفي عام 2000، افتتحت أسودا أول مأوى للنساء في المنطقة الكردية. ومنذ ذلك الحين، لعبت أسودا  دورًا مهمًا في الضغط على حكومة كردستان العراق لإعطاء الأولوية لحقوق المرأة. واليوم، تواصل أسودا  توفير المأوى, المعلومات, المساعدة القانونية والوساطة للنساء المحتاجات.

## إقرار الذمة المالية
تعتمد أسودا على المنح والتبرعات من الجهات المانحة المحلية والوطنية والإقليمية والدولية. تشمل هذه المنظمات مختلف وكالات وبرامج الأمم المتحدة والاتحاد الأوروبي والحكومات في جميع أنحاء العالم. تلقت أسودا العديد من المنح من المنظمات الدولية الإقليمية الرئيسية، السفارات, وزارات خارجية الاتحاد الأوروبي والولايات المتحدة.

## الجدال
نظرًا للجدل الدائر حول عمل أسودا وبعض التصورات السلبية من المجتمع المحلي، تعرضت أسودا للعديد من التهديدات والهجمات المباشرة وغير المباشرة. وقع أخطر هجوم حتى الآن على أسودا في 11 مايو 2008، عندما فتح مسلحون مجهولون النار على مكتب أسودا الرئيسي في السليمانية، مما أدى إلى إصابة امرأة بداخلها بجروح خطيرة.